# Aleuroclava philomenae
Aleuroclava philomenae là một loài côn trùng cánh nửa trong họ Aleyrodidae, phân họ Aleyrodinae.
Aleuroclava philomenae được Jesudasan & David miêu tả khoa học đầu tiên năm 1991.